# Brainville (Manche)
Pour les articles homonymes, voir Brainville.
Brainville est une commune française, située dans le département de la Manche en région Normandie, peuplée de 213 habitants.

## Géographie

### Localisation
Ne couvrant que 319 hectares, le territoire de Brainville est le moins étendu du canton de Saint-Malo-de-la-Lande.
| Servigny  | Servigny   | Servigny    |
| Boisroger | Brainville | La Vendelée |
| Gratot    | Gratot     | Gratot      |

### Hydrographie
La commune est située dans le bassin Seine-Normandie. Elle est drainée par la rivière du Moulin de Gouville et le fossé 01 de Thézart,,.
La rivière du Moulin de Gouville, d'une longueur de 13 km, prend sa source en limite des communes de Gratot et de La Vendelée et se jette  dans le golfe de Saint-Malo à Blainville-sur-Mer, après avoir traversé quatre communes. 

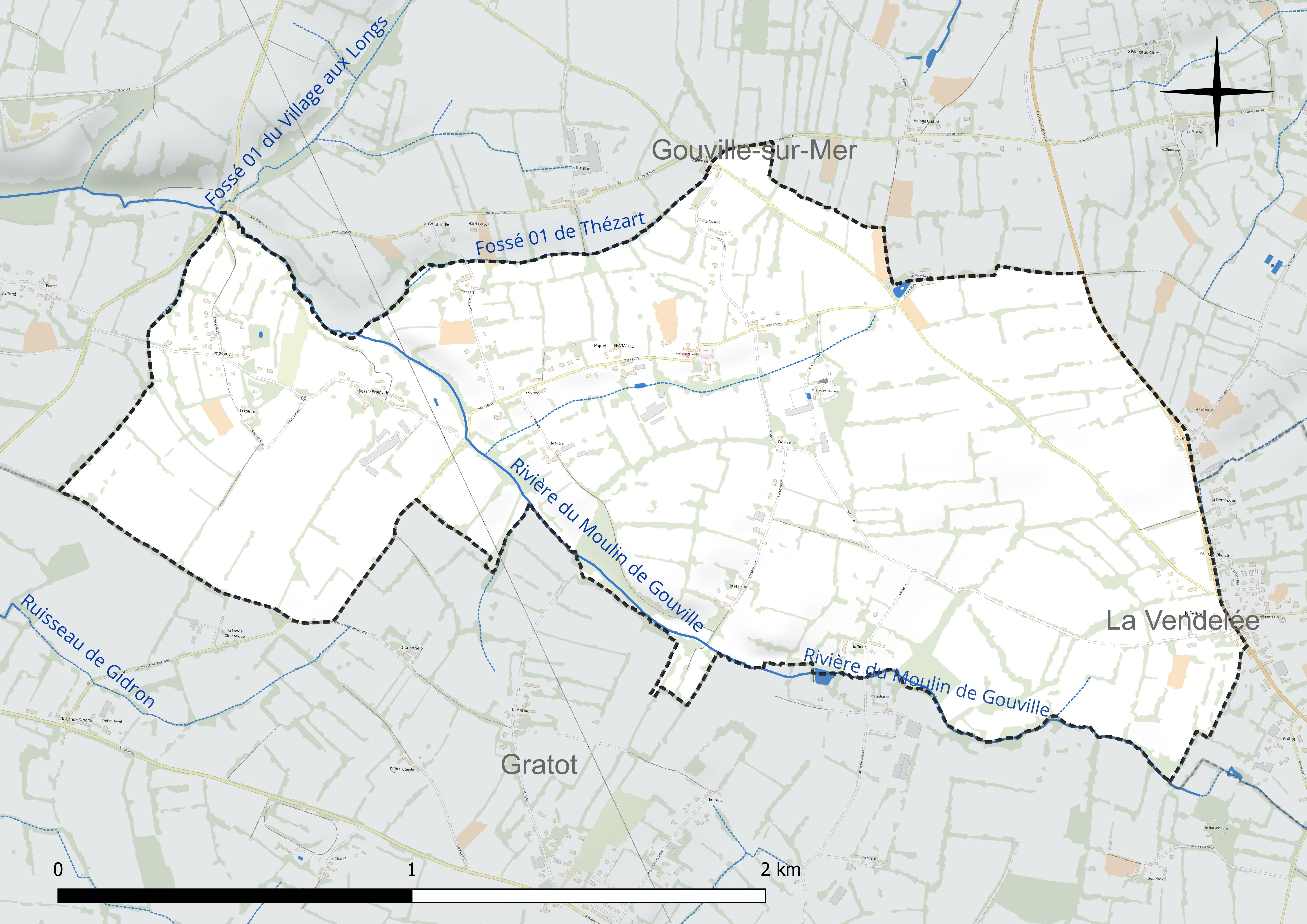
Réseau hydrographique de Brainville.

### Climat
Pour des articles plus généraux, voir Climat de la Normandie et Climat de la Manche.
En 2010, le climat de la commune est de type climat océanique franc, selon une étude du CNRS s'appuyant sur une série de données couvrant la période 1971-2000. En 2020, Météo-France publie une typologie des climats de la France métropolitaine dans laquelle la commune est exposée à un climat océanique et est dans la région climatique  Normandie (Cotentin, Orne), caractérisée par une pluviométrie relativement élevée (850 mm/a) et un été frais (15,5 °C) et venté. Parallèlement le GIEC normand, un groupe régional d'experts sur le climat, différencie quant à lui, dans une étude de 2020, trois grands types de climats pour la région Normandie, nuancés à une échelle plus fine par les facteurs géographiques locaux. La commune est, selon ce zonage, exposée à un « climat maritime », correspondant au Cotentin et à l'ouest du département de la Manche, frais, humide et pluvieux, où les contrastes pluviométrique et thermique sont parfois très prononcés en quelques kilomètres quand le relief est marqué.
Pour la période 1971-2000, la température annuelle moyenne est de 10,9 °C, avec une amplitude thermique annuelle de 11,4 °C. Le cumul annuel moyen de précipitations est de 1 021 mm, avec 14,1 jours de précipitations en janvier et 8,4 jours en juillet. Pour la période 1991-2020, la température moyenne annuelle observée sur la station météorologique la plus proche, située sur la commune de Coutances à 6 km à vol d'oiseau, est de 11,7 °C et le cumul annuel moyen de précipitations est de 1 092,8 mm,. Pour l'avenir, les paramètres climatiques de la commune estimés pour 2050 selon différents scénarios d'émission de gaz à effet de serre sont consultables sur un site dédié publié par Météo-France en novembre 2022.

## Urbanisme

### Typologie
Au 1er janvier 2024, Brainville est catégorisée commune rurale à habitat dispersé, selon la nouvelle grille communale de densité à sept niveaux définie par l'Insee en 2022.
Elle est située hors unité urbaine. Par ailleurs la commune fait partie de l'aire d'attraction de Coutances, dont elle est une commune de la couronne,. Cette aire, qui regroupe 37 communes, est catégorisée dans les aires de moins de 50 000 habitants,.

### Occupation des sols
L'occupation des sols de la commune, telle qu'elle ressort de la base de données européenne d'occupation biophysique des sols Corine Land Cover (CLC), est marquée par l'importance des territoires agricoles (100 % en 2018), une proportion identique à celle de 1990 (100 %). La répartition détaillée en 2018 est la suivante : prairies (41,5 %), terres arables (35,1 %), zones agricoles hétérogènes (23,3 %). L'évolution de l'occupation des sols de la commune et de ses infrastructures peut être observée sur les différentes représentations cartographiques du territoire : la carte de Cassini (XVIIIe siècle), la carte d'état-major (1820-1866) et les cartes ou photos aériennes de l'IGN pour la période actuelle (1950 à aujourd'hui).

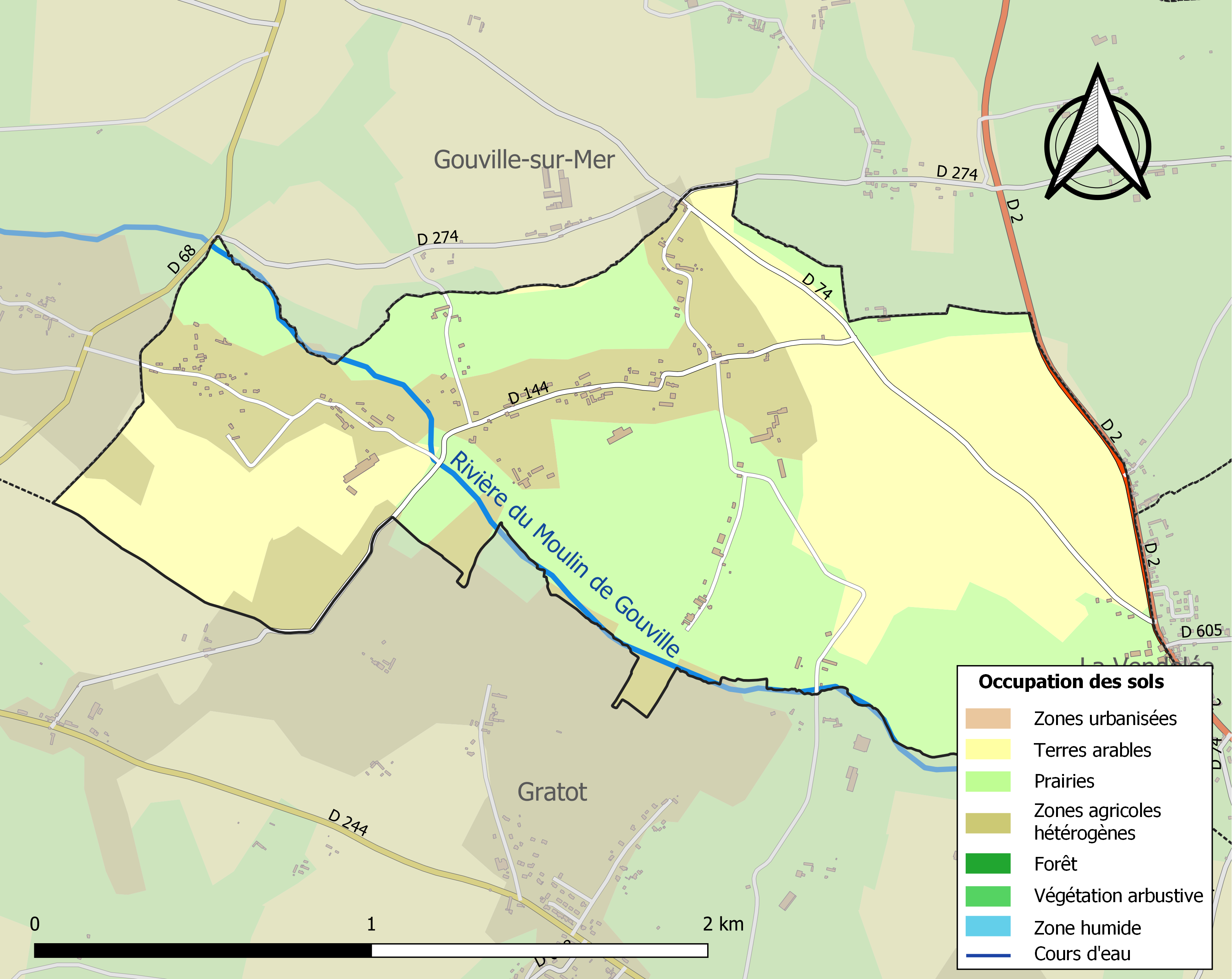
Carte des infrastructures et de l'occupation des sols de la commune en 2018 (CLC).

## Toponymie
Le nom de la localité est attesté sous les formes Brenvilla et Brainvilla vers 1280.
Vraisemblablement formé sur un nom d'homme d'origine francique Breiding.
Le gentilé est Brainvillais.

## Histoire
Avant la Révolution, Brainville comptait deux fiefs nobles, celui de Brainville possession de la famille d'Argouges et celui de Mondreville possession de la famille de Gouville.
Nicolas Grosourdy de Saint-Jores, né à Vouilly, curé et premier maire de la commune en 1790, démissionna en 1791 et se retira à Vouilly, puis reviendra de 1802 à 1806.

## Politique et administration
| Période                                  | Période   | Identité                         | Étiquette | Qualité                       |
| ---------------------------------------- | --------- | -------------------------------- | --------- | ----------------------------- |
| 1870                                     | 1883      | Frédéric Pignard-Dudezert        |           | Conseiller général            |
| 1883                                     | 1898      | Ferdinand Marie Pignard-Dudezert |           | Magistrat, conseiller général |
| 1995                                     | mars 2014 | Bernard Lesort                   | SE        |                               |
| mars 2014                                | En cours  | Michel Lemière                   | SE        | Gérant de société             |
| Les données manquantes sont à compléter. |           |                                  |           |                               |

## Démographie
L'évolution du nombre d'habitants est connue à travers les recensements de la population effectués dans la commune depuis 1793. Pour les communes de moins de 10 000 habitants, une enquête de recensement portant sur toute la population est réalisée tous les cinq ans, les populations de référence des années intermédiaires étant quant à elles estimées par interpolation ou extrapolation. Pour la commune, le premier recensement exhaustif entrant dans le cadre du nouveau dispositif a été réalisé en 2007.
En 2022, la commune comptait 213 habitants, en évolution de −3,62 % par rapport à 2016 (Manche : −0,31 %, France hors Mayotte : +2,11 %).
| 1793 | 1800 | 1806 | 1821 | 1831 | 1836 | 1841 | 1846 | 1851 |
| ---- | ---- | ---- | ---- | ---- | ---- | ---- | ---- | ---- |
| 357  | 294  | 365  | 411  | 365  | 365  | 320  | 316  | 325  |

| 1856 | 1861 | 1866 | 1872 | 1876 | 1881 | 1886 | 1891 | 1896 |
| ---- | ---- | ---- | ---- | ---- | ---- | ---- | ---- | ---- |
| 317  | 308  | 329  | 303  | 277  | 237  | 231  | 232  | 201  |

| 1901 | 1906 | 1911 | 1921 | 1926 | 1931 | 1936 | 1946 | 1954 |
| ---- | ---- | ---- | ---- | ---- | ---- | ---- | ---- | ---- |
| 207  | 178  | 179  | 168  | 159  | 164  | 150  | 163  | 172  |

| 1962 | 1968 | 1975 | 1982 | 1990 | 1999 | 2006 | 2007 | 2012 |
| ---- | ---- | ---- | ---- | ---- | ---- | ---- | ---- | ---- |
| 163  | 146  | 141  | 118  | 131  | 120  | 170  | 177  | 226  |

| 2017 | 2022 | - | - | - | - | - | - | - |
| ---- | ---- | - | - | - | - | - | - | - |
| 215  | 213  | - | - | - | - | - | - | - |

## Lieux et monuments

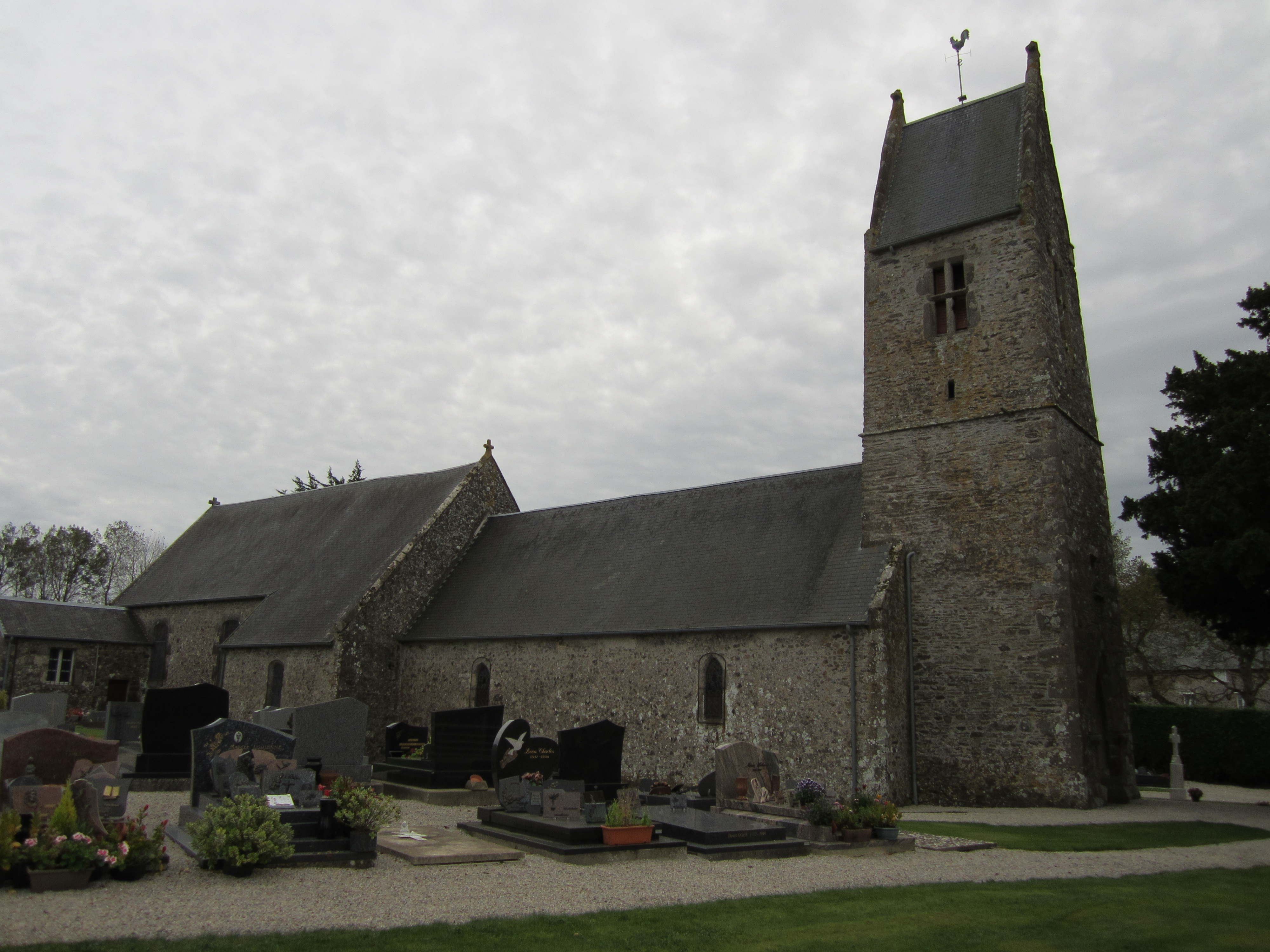
Église Saint-Aubin.

- Église Saint-Aubin (XVIIIe siècle), remaniée au XVIIe siècle, chœur 1777. Elle abrite un maître-autel et son bas-relief, l'Adoration des mages (XIXe), des fonts baptismaux (XIIIe) en pierre à arcades gothiques, un lutrin (XVIIe), les statues (XVe – XVIe siècles), dont une sainte Barbe en pierre polychrome du XVIe classée au titre objet aux monuments historiques[25], et une sainte Anne, un tableau (XVIIIe) représentant une Vierge à l'Enfant, une verrière (XXe) de Mazuet et une autre du Sacré-Cœur (XIXe) de Levêque[19].

L'église sera dévastée pendant les troubles révolutionnaires.
- Manoir de Brainville (XIXe siècle) et sa tour d'escalier.
- Mégalithe dit Pierre du Bélier, au lieu-dit le Bas-Brainville.
- Croix de chemin rue du Bourot du XVIIIe siècle, croix de cimetière du XVIIe siècle.
- If du cimetière.

## Activité et manifestations
- Fête de la Sainte-Anne en juillet.

## Personnalités liées à la commune
- Jean-Baptiste Letourmy (1747-1800), originaire de Brainville, célèbre imagier, éditeur et imprimeur à Orléans[19],[26].